# 알프라졸람
알프라졸람(영어: Alprazolam)은 자낙스(Xanax), Niravam 등의 상품명을 가진 벤조디아제핀 계열의 신경안정제로, 일반적인 불안증, 공황장애, 우울증과 같이 오는 불안증에 일시적인 효과를 나타낸다. 알프라졸람은 불안 완화, 진정, 수면 장애 완화, 항경련작용, 근육 이완등의 효과를 가지고 있다. 알프라졸람은 다른 벤조디아제핀류의 약품과 마찬가지로 신경전달물질인 GABA 수용기에 작용하고 GABA 수치를 높이는 효과가 있다.
알프라졸람을 습관적 혹은 장기간 복용 또는 남용할 경우, 벤조디아제핀 중독에 의한 신체적 의존이 나타날 수 있다. 현재 대한민국에선 알프라졸람을 마약류 관리에 관한 법률에 의거하여 향정신성의약품으로 분류되어 있다.

## 역사
알프라졸람은 지금은 화이자의 일부인 업존(Upjohn)에서 처음 합성한 의약품이다. 미국 특허 3,987,052로 보호되던 알프라졸람은 1969년 10월 29일, 특허를 신청하고 1976년 10월 19일에 인가를 받았으며, 1993년 9월 특허기한이 만료되었다. 알프라졸람은 1981년 첫선을 보였다.또한 알프라졸람은 최초로 승인된 공황장애 치료약이었다.

## 같이 보기
- 벤조디아제핀